# BS5 (sittvagn)
BS5 är en svensk andraklassvagn med serveringskupé av 1960-taletstyp.
BS5 var ursprungligen B5 men byggdes om så att de också hade serveringskupé och fick litterat BS5. Under 2002 togs serveringskupén bort från några av vagnarna som då blev B15.
Likte de andra 60-talsvagnarna så slopades vagnarna åren 2004–2006, men tre vagnar fanns kvar hos affärsverket Statens järnvägar som hyrde ut vagnarna fram till 2008 då Tågåkeriet i Bergslagen AB (Tågab). En av vagnarna används nu på linjen Kristinehamn-Göteborg och de andra planeras att användas som personalvagnar på olika av Tågabs godståg. Den vagnen som går i persontrafik är också ombyggd så att serveringskupén har en disk ut mot gången.